# At-Tarafi
Ibn Mutarrif at-Tarafī (arabisch ابن مطرف الطرفي, DMG Ibn Muṭarrif aṭ-Ṭarafī; * 997; † 1062) war ein andalusischer islamischer Gelehrter.
Er ist Verfasser eines bekannten arabischen Qisas-al-anbiya-Werkes, worin er auch über Maria, die Mutter Jesu berichtet.

## Werke
- Roberto Tottoli: The stories of the Prophets by Ibn Muṭarrif al-Ṭarafī. Schwarz, Berlin 2003. Islamkundliche Untersuchungen, Bd. 253